# Теуантепек (перешийок)
17°12′ пн. ш. 94°42′ зх. д. / 17.2° пн. ш. 94.7° зх. д.
Теуантепе́к, Теуантепецький перешийок — смуга суходолу між затокою Кампече Атлантичного океану і затокою Теуантепек Тихого океану на території Мексики. Ширина 215—240 км. Уздовж берегів — алювіально-морські низовини, у внутрішній частині — піднесеності заввишки до 650 м. Покритий тропічними лісами і саванами.
На перешийку знаходяться великі родовища сірки, а також нафти і газу (ведеться видобуток); через Теуантепек прокладені залізниця Коацакоалькос—Саліна-Крус, шосе, продуктопровід. У затоці Кампече — морський порт Коацакоалькос.
Теуантепецький перешийок зазвичай умовно приймають за північну межу Центральної Америки.